# 罗伯特·托宾
罗伯特·托宾（英語：Robert Tobin，1983年12月20日—），英国男子田径运动员，主攻短跑。他曾代表英国参加2008年夏季奥林匹克运动会田径比赛，获得男子4×400米接力铜牌。